# バトランティス
『バトランティス』（BATTLANTIS）は、1987年にコナミ（2006年3月31日の持株会社化に伴い、版権はコナミデジタルエンタテインメントに移行）発売のアーケード版の固定画面シューティングゲームである。
2010年3月から、Xbox 360のレトロゲームオンデマンド配信サービス、『Game Room』で配信されており、これが家庭用初移植となる。

## 概要
クリベウス3世を操作し、敵を全て倒すことがプレイヤーの目的となる。『スペースインベーダー』（タイトー）に近いゲームシステムだが、本作では敵や背景のデザインが中世の西洋をイメージしたものとなっている。敵を全て倒すか、一定数の敵が出現するとボスが出現する。
8方向レバーとショットボタンで操作し、全16面×2周の32面構成。敵から攻撃を受けたり、画面最下段まで到達した敵に城壁を完全に登られるとミスとなる。